# Африканерський Рух Опору
Африканерський Рух Опору (афр. Afrikaner Weerstandsbeweging) або AWB — крайньо права політична організація і колишня воєнізована група в Південній Африці під керівництвом Юджина Терре’Бланша (афр. Eugène Terre'Blanche). Націлена на відновлення незалежної республіки бурів або «Boerestaat» у Південній Африці. У період свого розквіту отримала широкий розголос як у Південній Африці, так і за кордоном як група тих, хто відстоює перевагу білої раси.

## Історія
AWB був утворений 7 липня 1973 року в Гейдельберзі, що в Трансваалі (нині Гаутенг). Терре’Бланш, колишній офіцер поліції, розчарувався в «ліберальних поглядах» тодішнього прем'єр-міністр Форстера, як такими, що несуть комуністичний вплив на південноафриканське суспільство. Терре’Бланш вирішив сформувати AWB з шістьма іншими однодумцями, і він був обраний лідером цієї організації. Цю посаду він займав до своєї смерті.
Мета організації стало створення незалежної Бурської держави (афр. Boerestaat) — держави для бурів (африканерів) , відокремленої від Південної Африки. AWB був сформований також для того, щоб повернути собі втрачені землі після Другої англо-бурської війни. Організація має намір відновити незалежні бурські республіки — Республіку Трансвааль (або Південно-Африканську Республіку (Zuid-Afrikaansche Republiek) і Республіку Оранжеву або (Вільну Оранжеву державу) (Oranje Vrystaat).

## Епоха апартеїду
У 70–80-ті рр. AWB виросла до декількох тисяч білих південноафриканців. Протягом 90-х вони протистояли змінам законів апартеїду, чинячи перешкоди ліберальним політикам і проводячи велелюдні і часто досить гучні політичні мітинги й демонстрації. Терре’Бланш уміло використовував свої надзвичайні ораторські здібності та сильний характер, щоб набути нових прихильників. Він виступав проти скасування багатьох законів, що послаблювали режим апартеїду, як-от: закон, що забороняє інтимні відносини між чорними та білими й міжрасові шлюби, а також закони про обмеження політичних прав індійців і кольорових. У період, коли було проголошено надзвичайний стан (1984–86 рр.) надходило багато повідомлень про насильства з боку AWB стосовно беззбройних небілих. AWB був особливо нетерпимо налаштований проти ще тоді забороненого Африканського національного конгресу. Правляча Національна партія розглядала AWB більш ніж маргінальною групою, але офіційно нічого не ухвалила, чи може ця організація діяти безперешкодно. Однак у 1986 році білі офіцери поліції зробили безпрецедентний крок, застосувавши сльозогінний газ проти Терре’Бланша і його прихильників, коли ті зірвали акцію Національної партії. У 1988 році організація, за різними оцінками мала підтримку від 5 до 7 % білого населення Південної Африки .

## Voedingskema
У середині 1980-х років, AWB започаткував т.зв. Voedingskema (продовольча програма), (пізніше перейменована на Volkshulpskema (Проект Народної допомоги), з метою допомоги найбіднішим африканерським сім’ям. Схема щодня постачала їжу 14000 бідним африканерським дітям в Преторії. Деякі фермери також жертвували овочі майже щотижня. Тільки в останні три місяці 1986 р. було пожертвувано 300 тонн продовольства. Члени AWB — власники шахт і ферм організували робочі місця для безробітних африканерів на фермах і в шахтах .

## Кінець апартеїду
У ході переговорів, які призвели до перших вільних багаторасових виборів у Південній Африці, AWB почала погрожувати всеохопною війною. Під час битви за Фентерсдорп у серпні 1991 року, AWB мав сутички з поліцією перед будівлею ратуші, де президент Фредерік де Клерк мав промову. Тоді багато людей були вбито або поранено . Пізніше бойовики AWB штурмували Всесвітній торговий центр у Кемптон-Парку, де відбувалися переговори. Вони пробили скляний фасад будівлі бронетранспортером. Охорона  не змогла запобігти вторгненню. Тоді порушники захопили головний конференц-зал, погрожуючи делегатам і малюючи гасла на стінах. Але дуже скоро вони покинули будівлю.
У 1988 році в AWB вибухнув скандал. ЗМІ стверджували, що Терре’Бланш мав роман з журналісткою Яні Аллан. На суді він під присягою заявив, що це неправда.

## Переворот у Бопутатсвані
У 1994 р. AWB вирішив захистити диктаторський бопутатсванський уряд Лукаса Мангопе. AWB разом з 90 бойовиками Африканерського національного фронту 10–11 березня увійшов в столицю Ммамбато. Під час вступу вони стріляли без розбору в цивільне населення і закидали все гранатами зі своїх транспортних засобів. Чорні поліцейські і солдати Ботсванських збройних сил, що підтримували б президента Мангопе зникли з вулиць на знак протесту проти дій AWB.
Проте скоро в таборі союзників спалахнули суперечності і конфлікти. Тим часом самих африканерів було оточено обома ботсванськими збройними загонами. AWB змушений був відступити. При відступі автомобіль одного з генералів Ніка Фуріє через нестачу бензину зупинився. Він опинився перед перехресним вогнем. Пораненого генерала, що випав з авто, добили. Незважаючи на провал операції Терре’Бланш оголосив про перемогу. Загинуло лише 3 африканерських бойовики.

## Після апартеїду
17 червня 1997 року  Терре’Бланш був засуджений до шести років тюремного ув'язнення за напад на чорношкірого працівника автозаправки, Джона Ндзіму, а також за замах на вбивство охоронця і колишнього службовця, Пола Мотшабі. Терре’Бланш був звільнений у червні 2004 року.  Під час перебування у в'язниці він став новонаверненим християнином, і стверджує, що відмовився від багатьох своїх расистських поглядів і проповідує примирення як «говорив Бог».
Проте від своїх планів відновлення колишніх бурських республік не відмовився. AWB у 2008 р. оголосила про відновлення своєї активної політичної діяльності на фоні розгулу корупції і злочинності, що стало предметом критики уряду країни.
4 квітня 2010 р. Терре’Бланш був жорстоко вбитий на своїй фермі поблизу Фентерсдорпа, що в Північно-Західній провінції двома сільсько-господарськими робітниками. Речник AWB Андре Фісабіе заявив, що організація помститься за смерть свого лідера.

## Символіка

Прапор AWB

Африканерський Рух опору використовує в основному червоний Свастичний прапор, емблему з білим орлом, що тримає в лапах червоне коло, всередині якого розташовані три сімки аналогічні цифрам на прапорі. І прапор, і емблема нагадують державні атрибути нацистської Німеччини, хоча офіційно для них існує інше пояснення. Зокрема, наявність орла пояснюється захистом «Господа нашого Ісуса Христа» і тим, що християни століттями використовували символіку з орлом. Три сімки є біблійним символом, що означає остаточну перемогу над Антихристом, для якого використовуються три шістки. Наявність кола на прапорі пояснюється тим, що це символізує рух уперед і вічне життя, а червоний колір означає кров Ісуса Христа, а також кров християн і, зокрема, кров бурів, пролиту за свободу. Білий колір символізує «чистоту їх ідеалів», чорний колір — хоробрість.